# Абай-Немеш, Оскар
Оскар Абай-Немеш (венг. Abay Nemes Oszkár; 22 сентября 1913 — 30 января 1959) — венгерский пловец, призёр Олимпийских игр.
Оскар Абай-Немеш родился в 1913 году в Пожони, в семье вместе с ним было 8 детей. В 1915 году семья переехала в Пакш.
В 1929 году Оскар Абай-Немеш занял первое место на первенстве Венгрии и был приглашён в молодёжную сборную страны. В 1936 году на Олимпийских играх в Берлине он стал обладателем бронзовой медали в эстафете 4×200 м вольным стилем, а в 1939 году — чемпионом Венгрии на дистанции 100 м вольным стилем.
После Второй мировой войны Оскар Абай-Немеш занялся политикой, в конце 1940-х годов был членом парламента. После событий 1956 года некоторое время был безработным, затем сумел устроиться работать шахтёром. Пострадал в результате несчастного случая на шахте и умер в больнице.